# Sainte-Gemme, Marne
Sainte-Gemme är en kommun i departementet Marne i regionen Grand Est (tidigare regionen Champagne-Ardenne) i nordöstra Frankrike. Kommunen ligger i kantonen Châtillon-sur-Marne som tillhör arrondissementet Reims. År 2022 hade Sainte-Gemme 134 invånare.

## Befolkningsutveckling
Antalet invånare i kommunen Sainte-Gemme
| Referens: INSEE |